# Conactiodoria aleurites
Conactiodoria aleurites är en tvåvingeart som beskrevs av Townsend 1940. Conactiodoria aleurites ingår i släktet Conactiodoria och familjen parasitflugor. Inga underarter finns listade i Catalogue of Life.